# مرتضی دادبان قمی

مرتضی دادبان قمی (۱۲۶۹ قم - ۱۳۴۵) تهران مستشار و رئیس شعبه دیوان عالی کشور و ریاست دادگاه انتظامی قضات را بر عهده داشت.
مرتضی دادبان در سال ۱۲۶۹ در قم به دنیا آمد. او تحصیلات حوزوی خود را تا درجه اجتهاد در حوزه علمیه قم به پایان رسانید.
وی پس از پایان تحصیلات حوزوی به تهران آمده و وارد خدمات قضائی شد و در دادگستری تا درجه مستشاری و ریاست شعبهٔ دیوان عالی کشور ارتقاء یافت. در سال ۱۳۳۵ دادبان به سمت ریاست دادگاه انتظامی قضات انتخاب شد.